# Стоденний наступ
Стоденний наступ (англ. Hundred Days Offensive) (8 серпня — 11 листопада 1918) — серія наступальних операцій союзних військ Антанти на Західному фронті наприкінці Першої світової війни, що призвели до остаточного краху Німецької імперії з її подальшою капітуляцією та завершення світової війни.
Німецький весняний наступ, який мав за мету рішучий розгром військ Антанти, не увінчався успіхом, і після другої масштабної битви на берегах Марни в липні 1918 року, німецькі війська знову зазнали тут поразки й перейшли до оборони. Натомість, союзні війська спромоглися утриматися, захистити Париж та підготуватися до рішучого контрнаступу.
У вирішальній битві на боці Антанти брали участь англійські, австралійські, індійські, бельгійські, канадські, американські, португальські та французькі війська, особливо відзначилися канадські корпуси. Загальний наступ військ союзників ознаменувався битвою при Ам'єні на початку серпня 1918 року. Врешті-решт низкою потужних ударів війська союзників розгромили супротивника й змусили німецькі війська розпочати відступ з території Франції за лінію Гінденбурга.
Термін «Стоденний наступ» не належить до конкретної битви або єдиного стратегічного замислу з розгрому супротивника, а скоріше узагальнена назва низки перемог союзників, починаючи з битви при Ам'єні.

## У мистецтві
- Український блек-дез-метал гурт «1914» випустив композицію про цю серію наступальних операцій. Пісня називається «The Hundred Days Offensive» та увійшла до їх другого альбому «The Blind Leading the Blind»[3].

## Відео
- World War I: Hundred Days Offensive 1/4
- World War I: Hundred Days Offensive 2/4
- World War I: Hundred Days Offensive 3/4
- World War I: Hundred Days Offensive 4/4